# Jenny Eckhardt
Jenny Eckhardt (* 4. Februar 1816 in La Chaux-de-Fonds, Kanton Neuenburg; † 12. Dezember 1850 in Cortaillod, Kanton Neuenburg) war eine Schweizer Porträt- und Stilllebenmalerin der Düsseldorfer Schule.

## Leben
Etwa 1836 nahm Eckhardt Privatunterricht bei dem Maler Karl Ferdinand Sohn in Düsseldorf. In ihrer schweizerischen Heimat, wo sie in den 1840er Jahren auf Ausstellungen vertreten war, wirkte sie hauptsächlich als Porträtmalerin. Ausserdem schuf sie Stillleben. In späteren Aufenthalten in Düsseldorf wohnte sie Ende der 1840er Jahre in demselben Haus, in dem auch Alwine und Adolph Schroedter lebten (Pfannenschoppenstraße 239, heute Klosterstraße).